# Philotrypesis longicaudata
Philotrypesis longicaudata är en stekelart som beskrevs av Mayr 1906. Philotrypesis longicaudata ingår i släktet Philotrypesis och familjen fikonsteklar.
Artens utbredningsområde är Vietnam. Inga underarter finns listade i Catalogue of Life.